# Claes Eklundh (jurist)
Claes Gunnar Bertil Eklundh, född 16 februari 1939, död 9 september 2005, var en svensk jurist och ämbetsman.
Eklundh avlade juris kandidatexamen i Lund 1965. Han genomförde tingstjänstgöring 1965–1968, blev fiskal i Hovrätten över Skåne och Blekinge 1968, tingssekreterare 1970 och assessor 1974. Eklundh var sekreterare i grundlagsberedningen 1970–1972, sakkunnig i Justitiedepartementet 1972–1973 och 1974–1977, expert i 1973 års fri- och rättighetsutredningen 1973–1975, i rättighetsskyddsutredningen 1977–1978, rättschef i statsrådsberedningen 1977–1985, särskild sakkunig i yttrandefrihetsutredningen 1977–1986, utredare i våldskildringsutredningen 1985–1987, i 1987 års domarutredningen 1987–1988. Han blev hovrättsråd i Svea hovrätt 1981 och hovrättslagman 1986. Eklundh var ersättare i Arbetsdomstolen 1981–1984, vice ordförande där 1984–1985 och ordförande 1985–1987. Han var chefsjustitieombudsman 1987–2004.